# Choca-cantadora
Choca-cantadora (nome científico: Pygiptila stellaris) é uma espécie de pássaro pertencente à família dos tamnofilídeos. É monotípico dentro do gênero Pygiptila. Pode ser encontrada na Bolívia, Brasil, Colômbia, Equador, Guiana Francesa, Peru, Suriname e Venezuela, onde seu habitat natural é de florestas subtropicais ou tropicais úmidas de baixa altitude.